# Bataille de Torgau
Guerre de Sept Ans
Batailles
- Minorque (navale) (1756)
- Pirna (1756)
- Lobositz (1756)
- Reichenberg (1757)
- Prague (1757)
- Kolin (1757)
- Hastenbeck (1757)
- Gross-Jägersdorf (1757)
- Moys (1757)
- Rochefort (1757)
- Rossbach (1757)
- Breslau (1757)
- Leuthen (1757)
- Carthagène (navale) (1758)
- Olomouc (1758)
- Saint-Malo (1758)
- Rheinberg (1758)
- Krefeld (1758)
- Domstadl (1758)
- Cherbourg (1758)
- Zorndorf (1758)
- Saint-Cast (1758)
- Tornow (1758)
- Lutzelberg (1758)
- Hochkirch (1758)
- Bergen (1759)
- Kay (1759)
- Minden (1759)
- Kunersdorf (1759)
- Neuwarp (navale) (1759)
- Hoyerswerda (1759)
- Baie de Quiberon (navale) (1759)
- Maxen (1759)
- Meissen (1759)
- Glatz (1760)
- Landshut (1760)
- Corbach (1760)
- Emsdorf (1760)
- Dresde (1760)
- Warburg (1760)
- Liegnitz (1760)
- Rhadern (1760)
- Berlin (1760)
- Kloster Kampen (1760)
- Torgau (1760)
- Belle-Île (1761)
- Langensalza (1761)
- Cassel (1761)
- Grünberg (1761)
- Villinghausen (1761)
- Ölper (1761)
- Kolberg (1761)
- Wilhelmsthal (1762)
- Burkersdorf (1762)
- Lutterberg (1762)
- Reichenbach (1762)
- Almeida (1762)
- Valencia de Alcántara (1762)
- Nauheim (1762)
- Vila Velha de Ródão (1762)
- Cassel (1762)
- Freiberg (1762)

- Jumonville Glen (1754)
- Fort Necessity (1754)
- Fort Beauséjour (1755)
- 8 juin 1755
- Monongahela (1755)
- Petitcoudiac (1755)
- Lac George (1755)
- Fort Bull (1756)
- Fort Oswego (1756)
- Kittanning (1756)
- En raquettes (1757)
- Pointe du Jour du Sabbat (1757)
- Fort William Henry (1757)
- German Flatts (1757)
- Lac Saint-Sacrement (1758)
- Louisbourg (1758)
- Le Cran (1758)
- Fort Carillon (1758)
- Fort Frontenac (1758)
- Fort Duquesne (1758)
- Fort Ligonier (1758)
- Québec (1759)
- Fort Niagara (1759)
- Beauport (1759)
- Plaines d'Abraham (1759)
- Sainte-Foy (1760)
- Neuville (1760)
- Ristigouche (navale) (1760)
- Mille-Îles (1760)
- Signal Hill (1762)

- Cap-Français (1757)
- Martinique (1759)
- Guadeloupe (1759)
- Dominique (1761)
- Martinique (1762)
- Cuba (1762)

- Chandernagor (1757)
- Plassey (1757)
- Gondelour (1758)
- Négapatam (navale) (1758)
- Condore (1758)
- Madras (1758)
- Pondichéry (navale) (1759)
- Masulipatam (1759)
- Chinsurah (1758)
- Wandiwash (1760)
- Pondichéry (1760-1761)
- Manille (1762)

- Saint-Louis (1758)
- Gorée (1758)
- Gambie

La bataille de Torgau est un épisode de la guerre de Sept Ans, qui se déroula le 3 novembre 1760 à Torgau (près de Leipzig en Saxe), entre l'armée autrichienne de Leopold von Daun et l'armée prussienne de Frédéric II.

## Contexte
En 1760, cinquième année du conflit, les opérations s'enlisent en Silésie où Frédéric II a remporté la bataille de Legnica le 15 août mais sans pouvoir éliminer la principale armée autrichienne, celle du feld-maréchal von Daun. À la fin de l'été, l'armée du Saint-Empire romain germanique, c'est-à-dire les contingents des petits États allemands sous le commandement du duc de Deux-Ponts, tente de libérer la partie orientale de la Saxe, autour de Leipzig, occupée et mise à contribution par les Prussiens depuis 1756. La partie occidentale de la Saxe, autour de Dresde, avait déjà été libérée par les forces de l'Autriche et de l'Empire en 1759 et défendue contre un retour offensif de Frédéric II lors du siège de Dresde en juillet 1760. Les forces impériales livrent une série de combats indécis contre l'armée prussienne du général Hülsen quand celui-ci reçoit la nouvelle du raid sur Berlin mené par les forces russes et autrichiennes, début octobre. Il se replie pour protéger la capitale, laissant les troupes de l'Empire s'emparer de toute la Saxe moins la ville de Wittenberg.
Cependant, Frédéric II tient à reprendre la Saxe, région riche où il espère entretenir son armée pendant ses quartiers d'hiver, car il a pratiquement épuisé ses approvisionnements en Silésie. Il marche sur la Saxe et reprend la région de Leipzig d'où l'armée de l'Empire se retire sans grande résistance. Mais la possession de la province reste peu assurée tant que Frédéric II n'a pas écarté l'armée autrichienne de von Daun qui est à son tour entrée en Saxe et campe dans une bonne position défensive à Torgau.

## La bataille
La veille, Frédéric II rassemble ses généraux et leur annonce : « Je vous ai assemblés, Messieurs, non pas pour vous demander votre avis, mais pour vous dire que j'attaquerai demain le maréchal Daun. Je sais qu'il est dans une bonne position ; mais en même temps il est dans un cul-de-sac ; et si je le bats, toute son armée est prise ou noyée dans l'Elbe. Si nous sommes battus, nous y périrons tous, et moi le premier. Cette guerre m'ennuie ; elle doit vous ennuyer aussi : nous la finirons demain. »
Le lendemain, l'affrontement commence par un duel d'artillerie entre les Autrichiens qui se sont retranchés sur les hauteurs de Süptitzer Höhen et un contingent prussien sous les ordres du général Von Zieten. Au bruit de l'artillerie Frédéric II décide sans attendre de lancer l'attaque, avec seulement dix bataillons.
En l'espace d'une heure le feu des 400 canons autrichiens cause la perte de 5 000 grenadiers. L'attaque échoue et Frédéric, estimant que la bataille est perdue, rappelle ses troupes. Leopold von Daun, qui a été blessé au pied et subit à ce moment des soins à Torgau, dépêche le général Charles Flynn à Vienne pour annoncer la victoire à l'impératrice Marie-Thérèse.
La bataille n'est cependant pas terminée. À la tombée de la nuit, les colonnes de Von Zieten attaquent les hauteurs et prennent les batteries d'artillerie autrichiennes. Les canons sont aussitôt retournés contre l'ennemi qui par deux fois tente vainement de récupérer la position.

## Conséquences
Frédéric II aurait souhaité reprendre le combat le lendemain matin, mais von Daun évacue Torgau et franchit l'Elbe pendant la nuit, laissant les Prussiens maîtres du terrain. Ceux-ci paient chèrement leur victoire. Leurs pertes s'élèvent au total à près de 20 000 hommes. Les Autrichiens, pour leur part, ont perdu 43 canons et près de 16 000 hommes.
Frédéric II n'a pas atteint son objectif d'anéantir l'armée principale autrichienne, mais il peut prendre ses quartiers d'hiver dans de bonnes conditions et reprendre le contrôle d'une partie de la Saxe. Les Autrichiens et les forces de l'Empire acceptent une trêve hivernale, étendue à la Silésie. L'armée russe du général Boutourline, après avoir pillé les régions orientales du Brandebourg, se retire pour l'hiver dans la région de Poznań.